# 大坑道

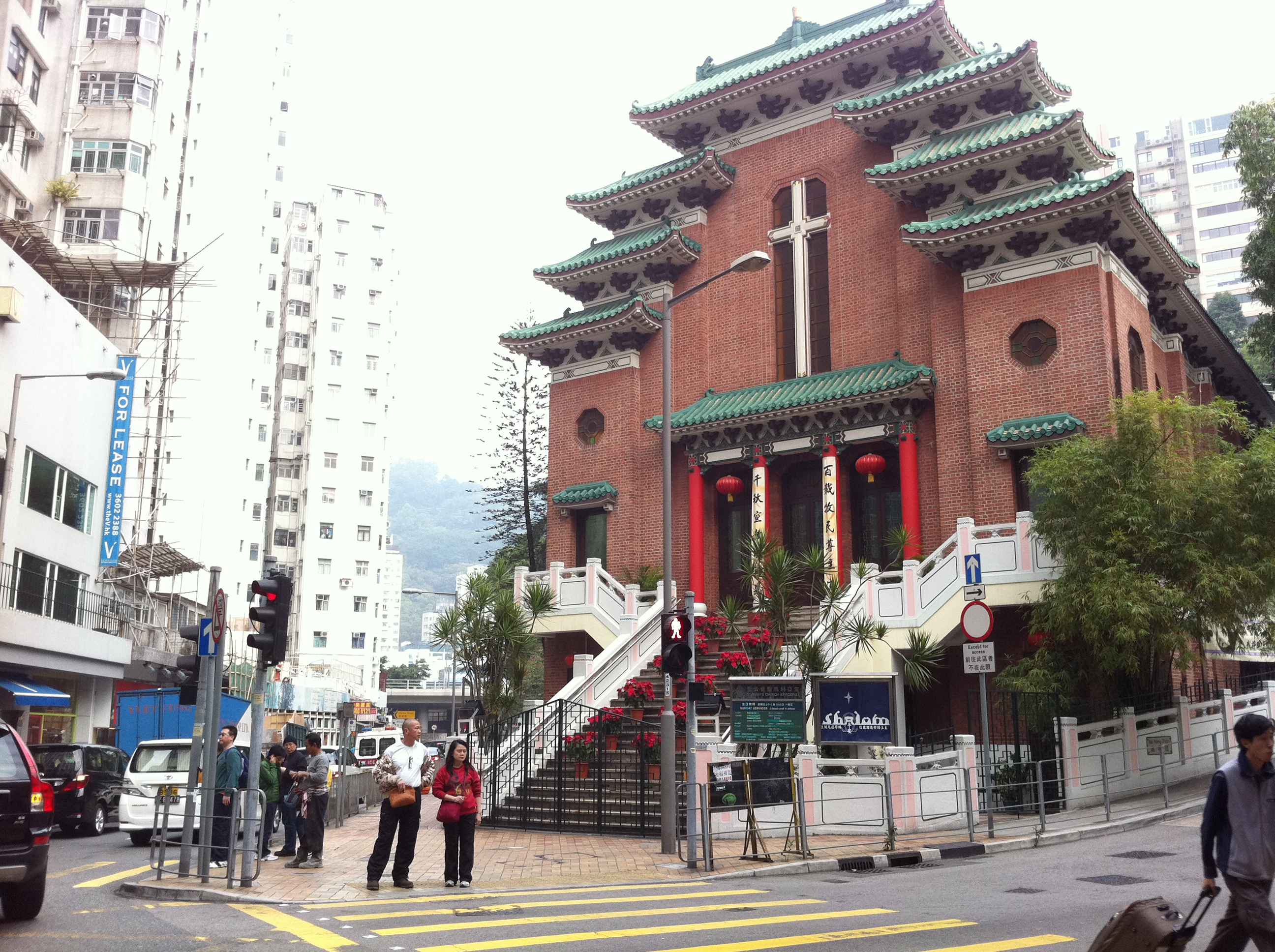
大坑道2A 聖公會聖馬利亞堂

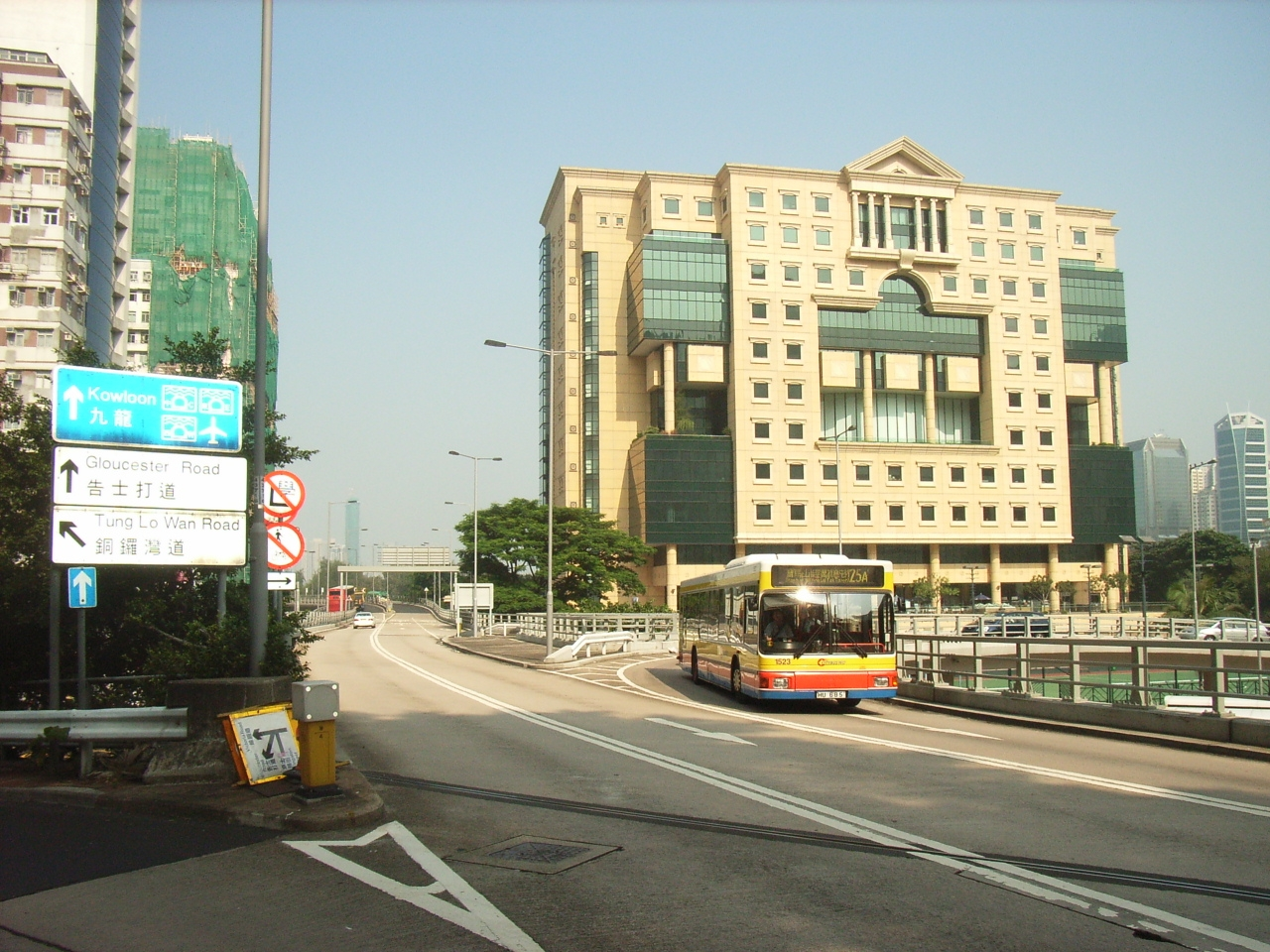
大坑道摩頓台天橋往銅鑼灣避風塘海旁方向

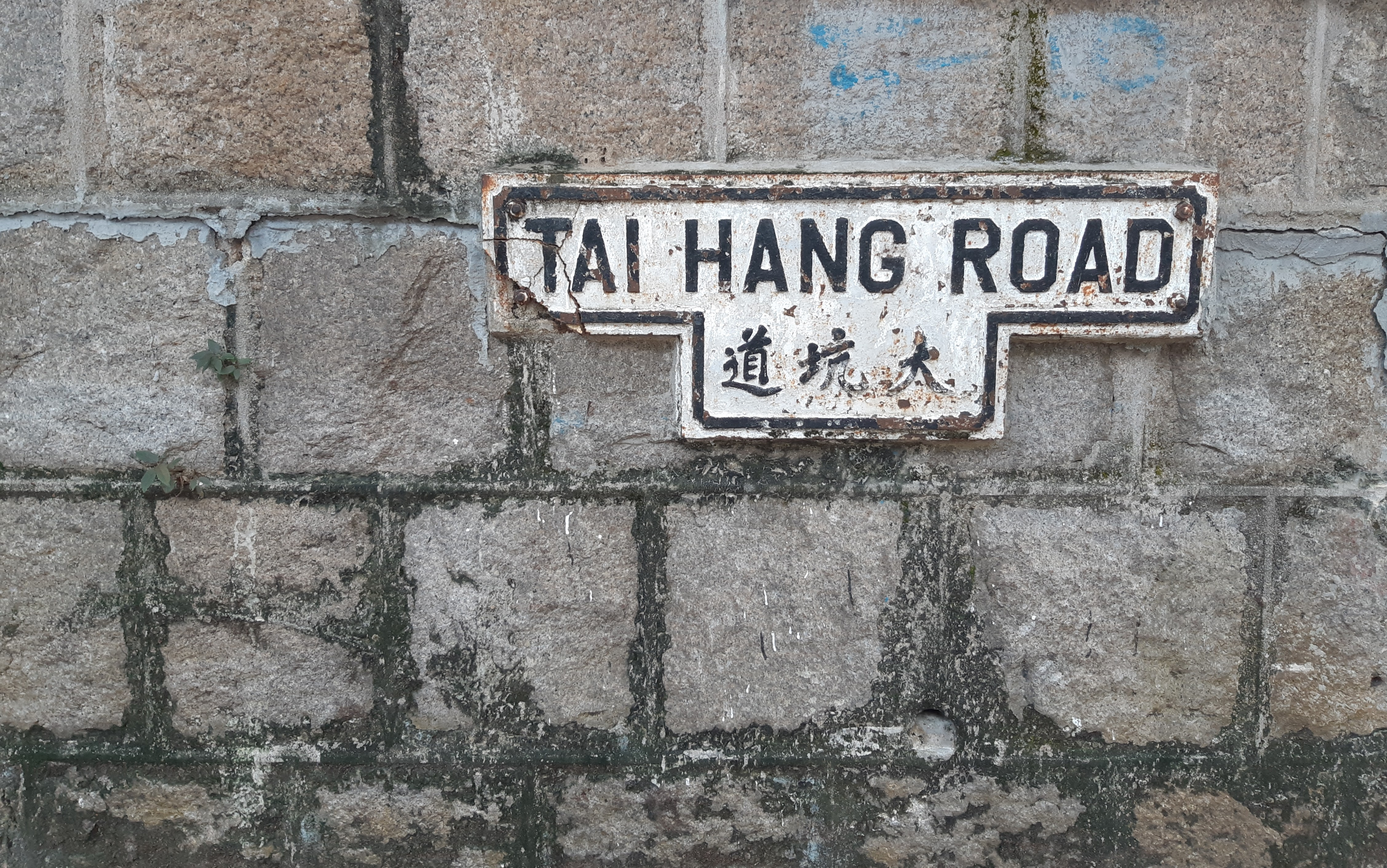
大坑道凹角T型路牌（2021年9月）

大坑道（英語：Tai Hang Road），是香港香港島銅鑼灣一帶半山的一條主要道路，依山而建，連接山上多個地區，包括大坑、渣甸山、跑馬地及黄泥涌峽。
大坑道起點在大坑北面，連接銅鑼灣道，並建有天橋連接告士打道直通至海旁、香港島其他地區及海底隧道，而隔鄰道路亦可連接東區海底隧道和北角。道路先向東南方向上山，經過大坑道一號、永威閣、光明臺、帝臺、上林、虎豹別墅、春暉8號、大寶閣、渣甸山、掃桿埔衛斯理村，連接大坑大坑徑、跑馬地藍塘道及黃泥涌峽道；全長3.7公里，沿着大坑道建有不少老牌豪宅，為港島傳統豪宅地段之一。
根據中原地產和美聯的資料，大坑道、大坑徑及春暉道的地址被視為大坑半山，而非渣甸山。

## 大坑道天橋
大坑道天橋（俗稱摩頓台天橋）是連接大坑道北端及告士打道的行車天橋。天橋起始於香港聖約翰救傷隊香港分區總部一帶，南段位處摩頓台的上方，中間跨過高士威道，並在皇室大廈一帶接上告士打道。天橋雙向行車，全長約0.5公里，另有支路通往銅鑼灣道近摩頓台巴士總站。
大坑道天橋於1983年11月15日通車，並由行政局議員張奧偉揭幕。

## 沿路著名地點及高級住宅

### 私人屋苑
- 大坑道一號 （大坑道1號）
- Y.I （大坑道10號）
- 光明臺（大坑道5-7號）
- 帝臺（大坑道26號）
- 華峰樓（大坑道27號）
- 麗星樓（現重建為豪宅「上林」；大坑道11號）
- 龍園（大坑道春暉台1號）
- 渣甸山名門（大坑徑23號）
- 大寶閣 （大坑道70號）
- 嘉崙臺 （大坑道152號）
- 大坑道339號 （大坑道339號）
- 嘉園 （大坑道345號）
- Jardini (大坑道135號)

### 其他
- 聖公會聖馬利亞堂
- 瑪利曼小學
- 寶馬山煤氣喉管隧道
- 香港真光中學
- 中華基督教會公理書院
- 虎豹別墅 (香港)
- 渣甸山居民協會
- 摩頓台天橋
- 衛斯理村
- 聖約翰救傷隊港島總區總部暨救護車站（大坑道2號）

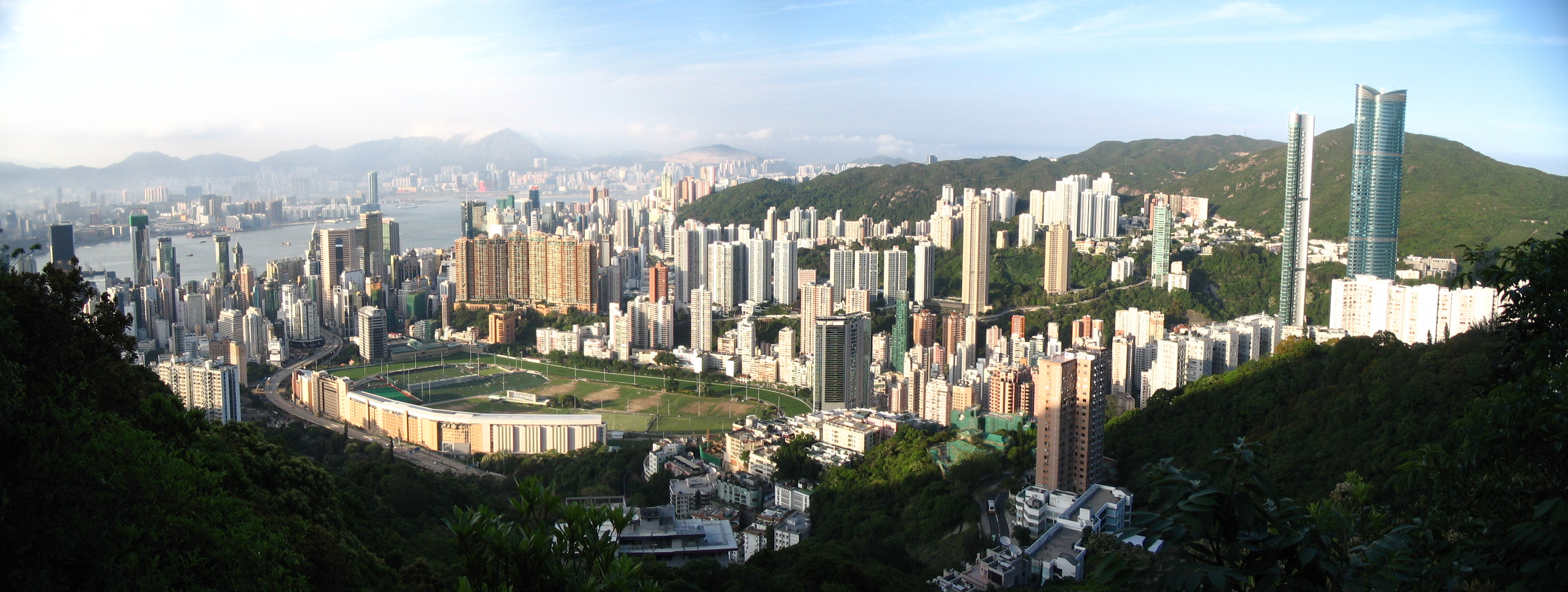
從金馬倫山布力徑俯瞰大坑、跑馬地至渣甸山一帶

- 中央圖書館

## 交滙道路（由北至南）

### 大坑道
- 銅鑼灣道
- 大坑道天橋
- 嘉寧徑
- 益群道
- 勵德邨道
- 利群道
- 春暉臺
- 福群道
- 宏豐臺
- 大坑徑
- 白建時道
- 樂活道
- 畢拉山道
- 藍塘道 (南段)
- 藍塘道 (北段)
- 司徒拔道
- 黃泥涌峽道

### 大坑道天橋
- 大坑道
- 銅鑼灣徑
- 摩頓臺
- 告士打道天橋

## 外部連結
- 香港地方: 大坑道 於1931年2月13日命名（页面存档备份，存于）
- 光明臺